# Castèthnau d'Arbiu
Castèthnau d'Arbiu (en francès Castelnau-d'Arbieu) és un municipi francès situat al departament del Gers i a la regió d'Occitània.

## Geografia

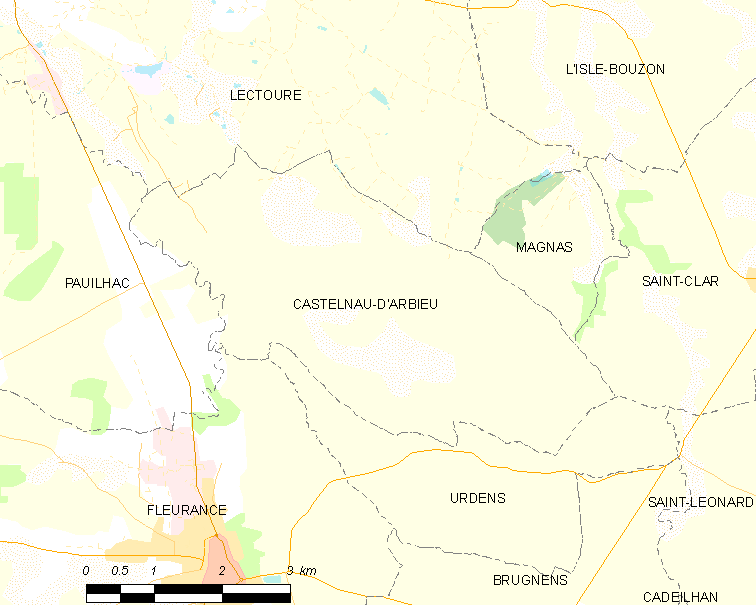
Mapa de la comuna de Castèthnau d'Arbiu

## Administració
| Període   | Identitat        | Partit        |
| --------- | ---------------- | ------------- |
| 1977-2007 | Pierre Leboucher | Divers droite |
| 2007-2008 | Simone Dumain    |               |
| 2008-2009 | Fabianne Poles   |               |
| 2009-     | Jean Leboucher   |               |

## Demografia
| 1962                                       | 1968 | 1975 | 1982 | 1990 | 1999 | 2006 |
| ------------------------------------------ | ---- | ---- | ---- | ---- | ---- | ---- |
| 287                                        | 270  | 220  | 204  | 188  | 187  | 187  |
| Des de 1962: població sense dobles comptes |      |      |      |      |      |      |